# 攸攸板镇
攸攸板镇，是中华人民共和国内蒙古自治区呼和浩特市回民区下辖的一个乡镇级行政单位。

## 行政区划
攸攸板镇下辖以下地区：
坝口子社区、一间房社区、西乌素图社区、倘不浪社区、厂汉板社区、刀刀板社区、毫赖沟村、东乌素图村、东棚子村、段家窑村和元山子村。